# 石井恵三
石井 恵三（いしい けいぞう、1971年2月22日 - ）は、日本の実業家。エクスペディア・ジャパン代表取締役社長、日本コカ・コーラ株式会社CDO最高デジタル責任者、タッパーウェア・ブランズ・ジャパン株式会社代表取締役社長を経て、マテル・インターナショナル株式会社代表取締役社長。
DX(デジタルトランスフォーメーション)、D2Cなどのイベント講演などでも知られている。

## 経歴
- 2013年、エスティローダー・カンパニーズCRM（顧客管理）・オンラインディレクターに就任。
- 2016年、エクスペディア・ジャパン代表取締役社長に就任。
- 2019年、日本コカ・コーラ株式会社CDO最高デジタル責任者に就任。
- 2021年、タッパーウェア・ブランズ・ジャパン株式会社代表取締役社長に就任。
- 2023年、マテル・インターナショナル株式会社代表取締役社長に就任。

## 人物
東京都出身。幼少期を原宿、南青山で過ごす。自身も人生で唯一自慢できることは、都会で生まれて都会で育ったことだと語っている。
高校時代にインターネットの前身となるARPANETと出会い、インターネットを学ぶために渡米。Art Institute大Pittsburgh校を卒業後、単身ニューヨークへ行き、ウェブデザイナーのアシスタントとしてキャリアを始めた。自身が出演したテレビやYouTubeでは、ニューヨークで3,000社に連絡し、500社へ履歴書を送り、100社の面接を受けて、全てが不採用だったエピソードをよく語っている。

## 略歴
AOL、AmazonなどのIT企業で管理職を務め、2013年エスティローダー・カンパニーズで、CRM（顧客管理）・オンラインディレクターに就任。
2016年にエクスペディア・ジャパンの代表取締役社長に就任。日本の海外旅行市場において、最大のオンラインプラットフォームへと成長させた。エクスペディア社長時代には京都大学で教壇に立ち、政府委員会の委員を複数回務めたり、テレビ出演を行ったりと、活動は多方面にわたった。
2019年から、日本コカ・コーラ株式会社CDO最高デジタル責任者、2021年からタッパーウェア・ブランズ・ジャパン株式会社の代表取締役社長を経て、2023年からマテル・インターナショナル株式会社の代表取締役社長を務める。

### DX（デジタルトランスフォーメーション）
DXについて、多くのイベントで講演を行う。DXの目的は「マーケットシェアの拡大」か「コストの削減」以外にないとし、デジタル化のためのDXは必ず失敗すると説いている。石井が推奨するDMP（Data Management Platform）は、自身が以前働いていたAmazonのレコメンドエンジンが大きく影響を与えているとされる。

### D2C（ダイレクト・トゥ・コンスマー）
DX同様、多岐にわたる講演会にて。D2Cダイレクトビジネスを成功させるための付加価値の創造要素は「Experience（経験）」「Uniqueness （独自性）」「Exclusiveness （限定性）」「Retention（保持力）」の4つの構成要素とし、特に「Experience（経験）」の部分では、本当の商品とは商品そのものではなく、商品を通じて得られる経験こそが真の商品だと語っている。

### 政府委員会
エクスペディア・ジャパン社長時代、国土交通省観光庁主催の政府委員会にて委員を2期務めた。国内航空券や鉄道予約を海外OTA（オンライン・トラベル・エージェンシー）へ開放し、外国人観光客に国内の移動手段を来日前に与えることで、有名観光地に外国人観光客が集中することで起きる観光公害の問題と、地方観光地が直面している経営難の問題を同時に解決できると説いた。